# Achthophora humeralis
Achthophora humeralis là một loài bọ cánh cứng trong họ Cerambycidae.